# Haploniscus pygmaeus
Haploniscus pygmaeus is een pissebed uit de familie Haploniscidae. De wetenschappelijke naam van de soort is voor het eerst geldig gepubliceerd in 1969 door Birstein.